# Koumantou
Koumantou est une ville du Mali, dans le cercle de Koumantou  (région de Bougouni), située à proximité de la frontière ivoirienne. Elle compte 78 577 habitants en 2022. La commune rurale de Koumantou, dont Koumantou est le chef-lieu, rassemble 38 villages répartis sur 1 268 km2.

## Géographie
La localité de Koumantou est située sur la route nationale RN 7 (axe Bougouni-Sikasso) à 75 km à l'est du chef-lieu régional Bougouni.
| Débélin      | Sanso     | Wola   |
| Zantiébougou | Koumantou | Wateni |
| Kébila       | Ména      | Niéna  |

## Histoire
Koumantou signifie Kouman Ka Tou ou bosquet de Kouman en langue locale.

## Villages
La commune s'étend sur 37 localités relevées lors du recensement général de 2009. 
Les villages les plus peuplés sont :
- Koumantou (10 349 habitants) ;
- Kola (3 116 habitants) ;
- N'Tjila Maro (2 271 habitants).

## Économie
L’agriculture est le principal secteur d’activités avec la culture du mil, du maïs, du sorgho et de l’arachide, ainsi que du coton. La Compagnie malienne pour le développement du textile (CMDT) possède une usine d’égrenage à Koumantou.

## Culture et tourisme
Un festival de musique et de danse traditionnelles, organisé par l'Association pour le développement de la commune de Koumantou (Adecom) s’est tenu du 19 au 22 mai 2005, dans les villages de Koumantou, Niamala et Kôla. Ainsi, les instruments de musiques traditionnels comme le buru, le mpolon, le balafon étaient à l’honneur.
La commune regroupe plusieurs sites touristiques : pans de remparts de tata (fortification), grottes, bois, mares et puits sacrés, palais royaux.

## Politique
| Année | Maire élu        | Parti politique                        |
| ----- | ---------------- | -------------------------------------- |
| 2004  | Birama Togola    | Adéma                                  |
| 2009  | Zan Koné         | PDR                                    |
| 2017  | Sidy S Coulibaly | Parti Rassemblement Pour le Mali (RPM) |